# Parque Natural do Vale do Guadiana
O Parque Natural do Vale do Guadiana é uma área protegida, com uma área de 69700 hectares, localizada no sudeste do território português, na região do Baixo Alentejo
O parque abrange os concelhos de Mértola e Serpa, localizados no distrito de Beja, abrangendo a zona ribeirinha do rio Guadiana, bem como a Vila de Mértola, localidade de grande interesse histórico.

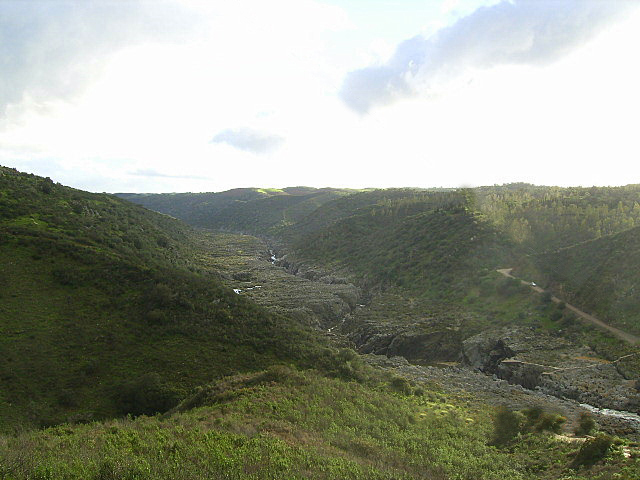
Pulo do Lobo

Na zona norte do Parque situa-se um dos seus principais atractivos, o Pulo do Lobo, local de grande interesse geológico onde as águas do Guadiana caem cerca de 20 metros altura através de uma garganta rochosa.

## Importância
Criado para proteger parte do troço do rio Guadiana e da planície circundante, é uma das zonas mais secas do País, com uma precipitação anual média de 600 milímetros. 
A sul, entre Castro Marim e Vila Real de Santo António, situa-se uma área de sapal, que funciona como uma "creche" para os peixes juvenis e como um importante refúgio para várias espécies de aves. 

## Fauna
Nestes quase 70 mil hectares, há insectos (aracnídeos) e peixes (o saramugo) únicos no mundo.

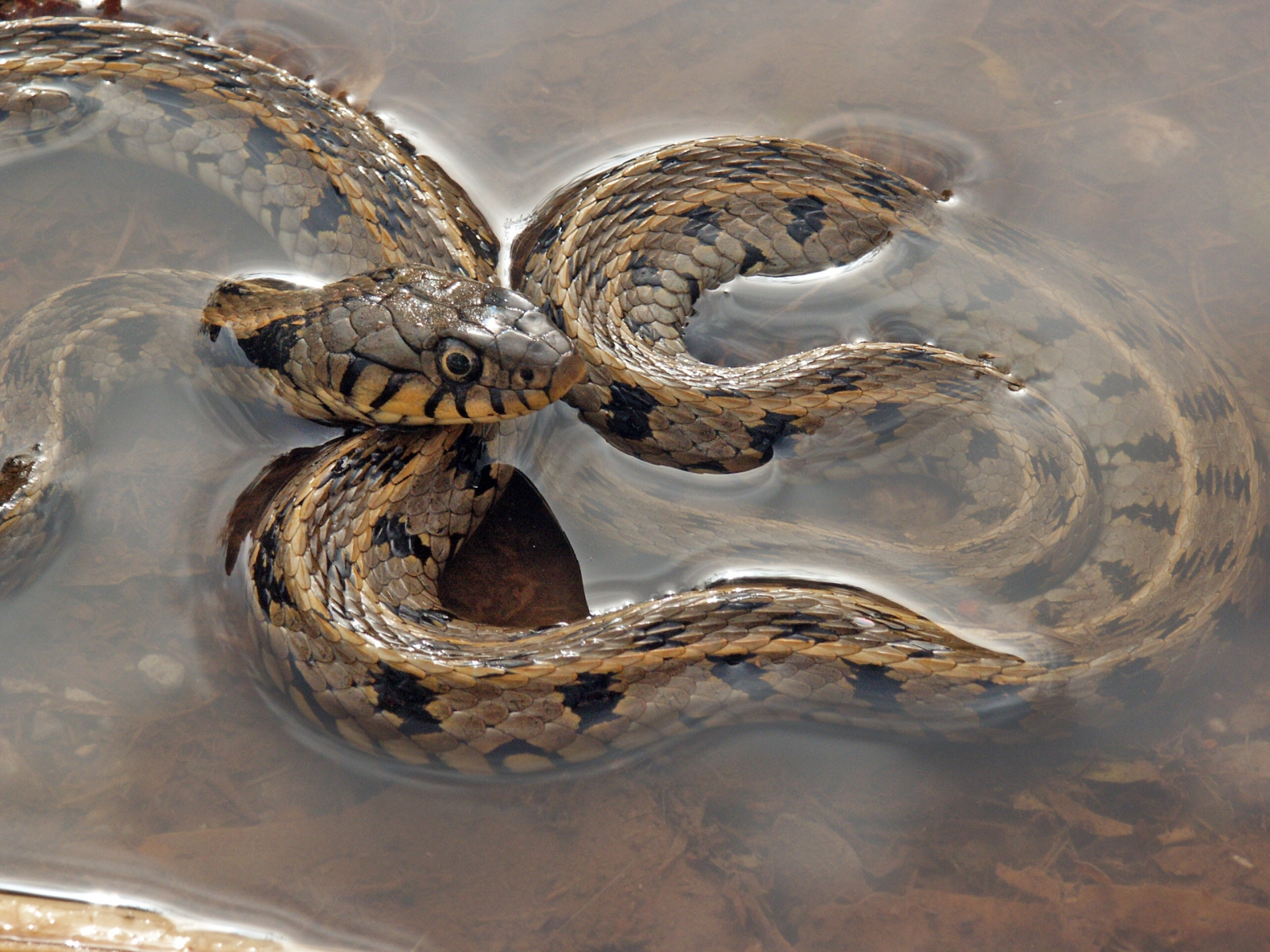
Cobra-de-água
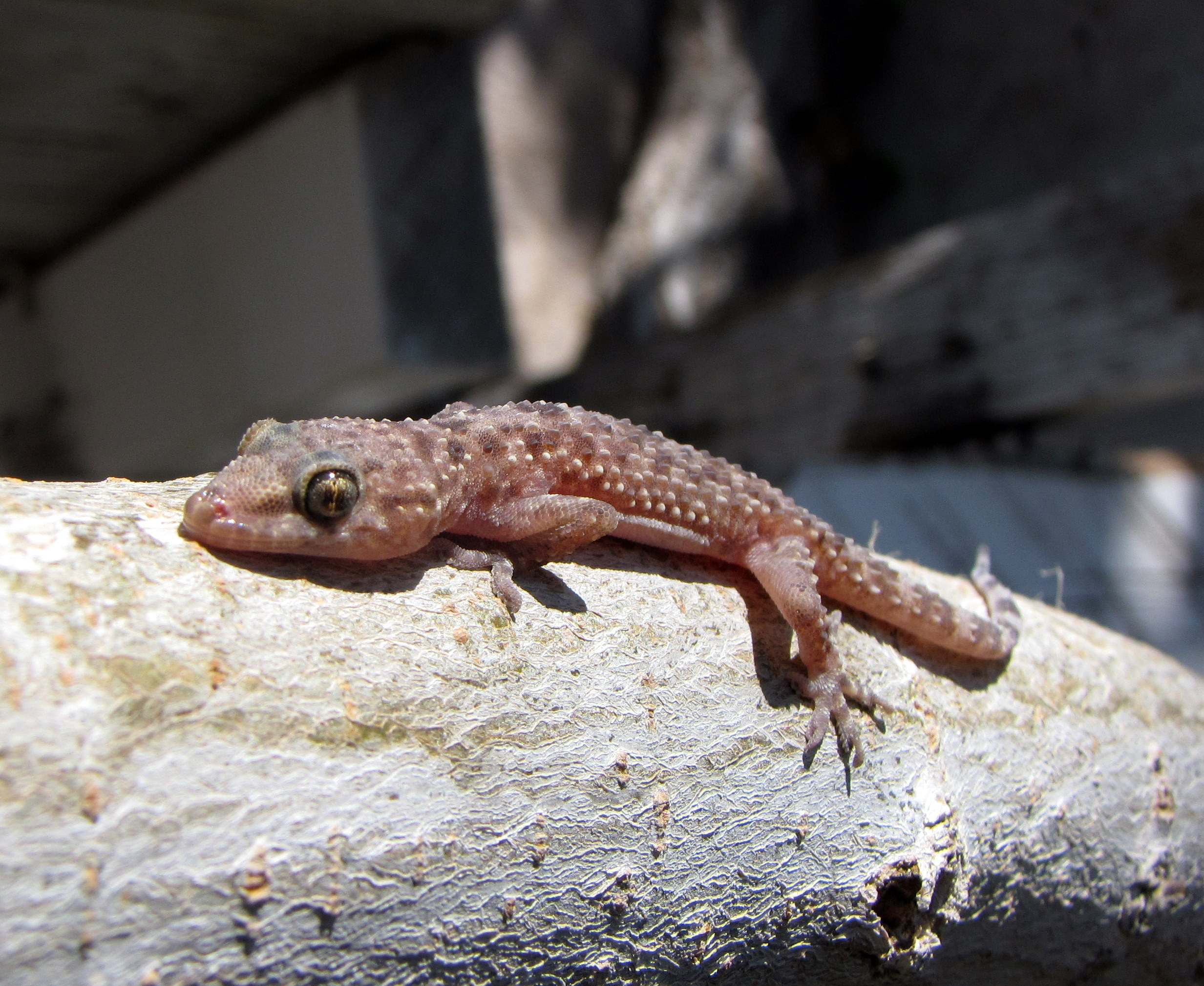
Osga-turca
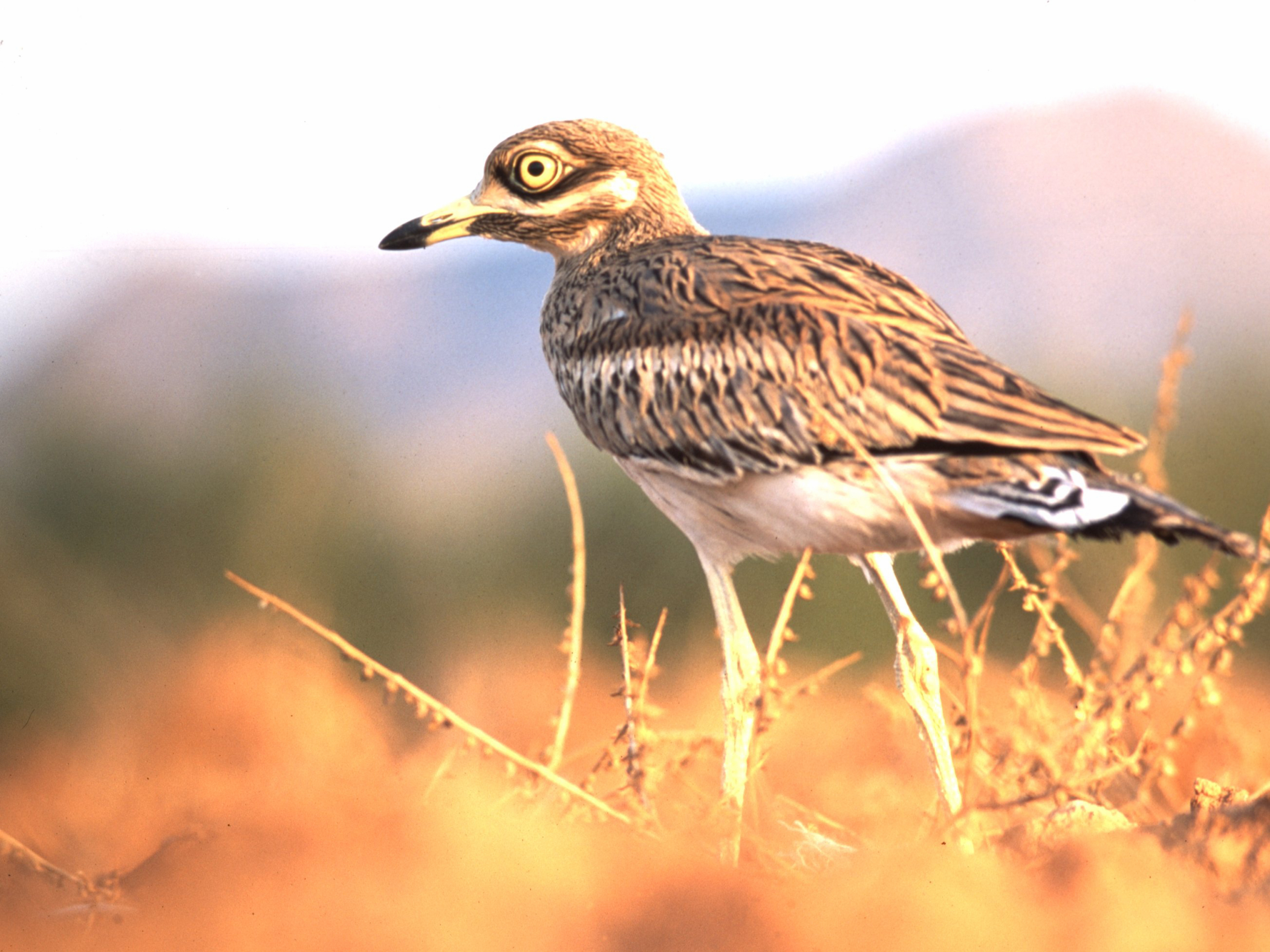
Alcaravão
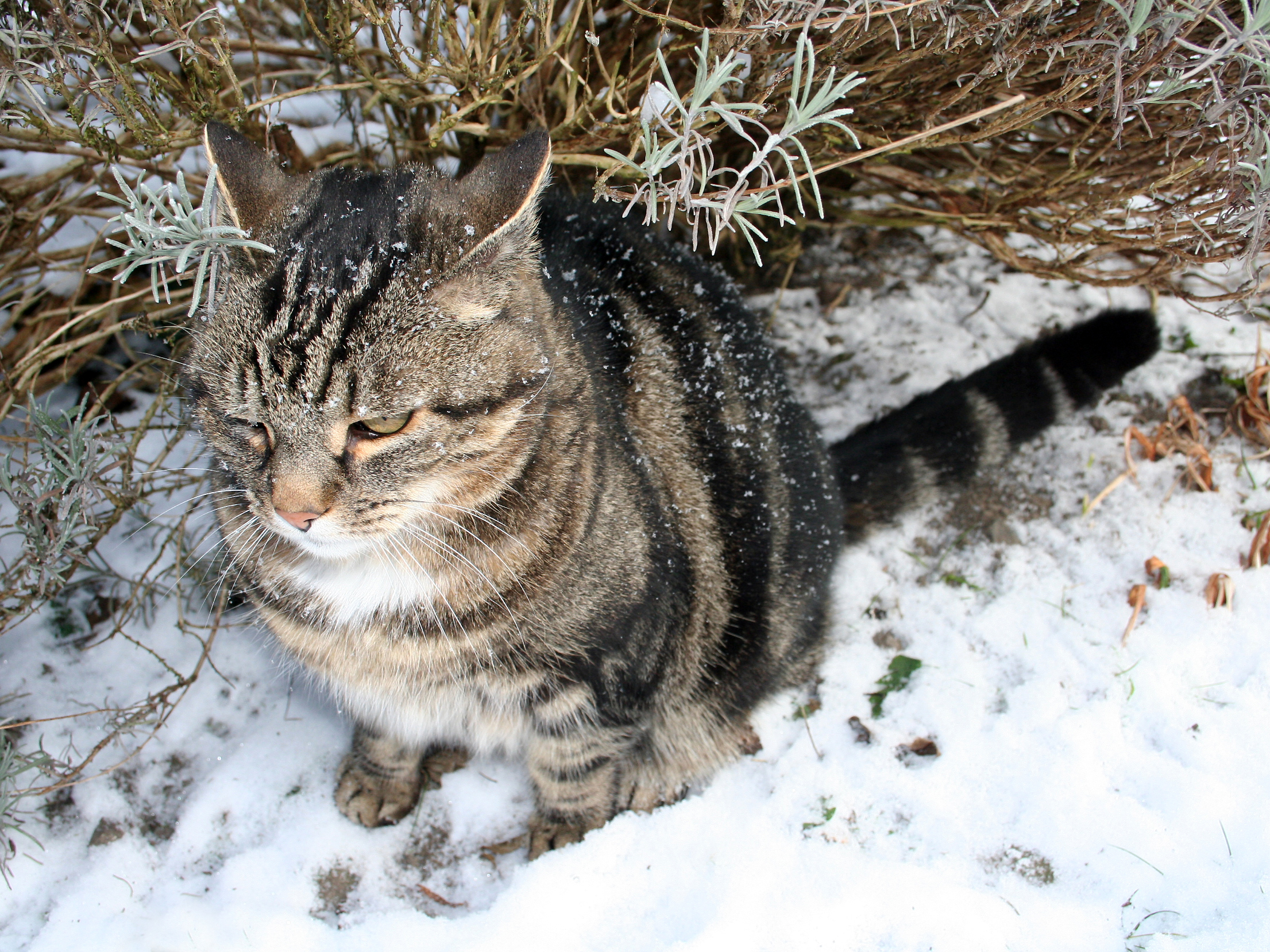
Gato-bravo
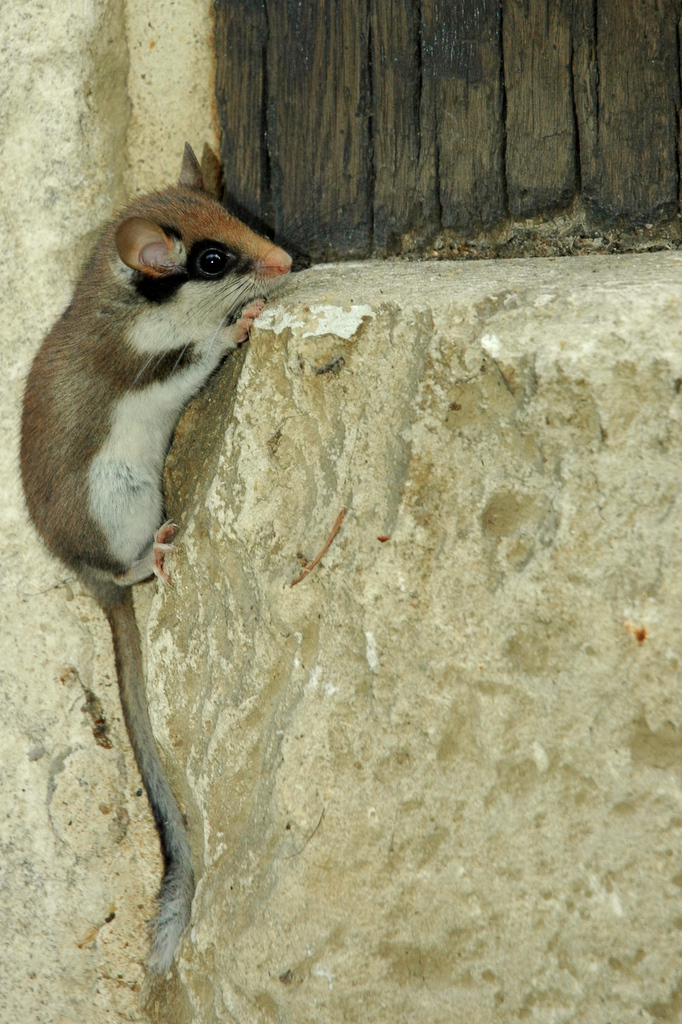
Leirão
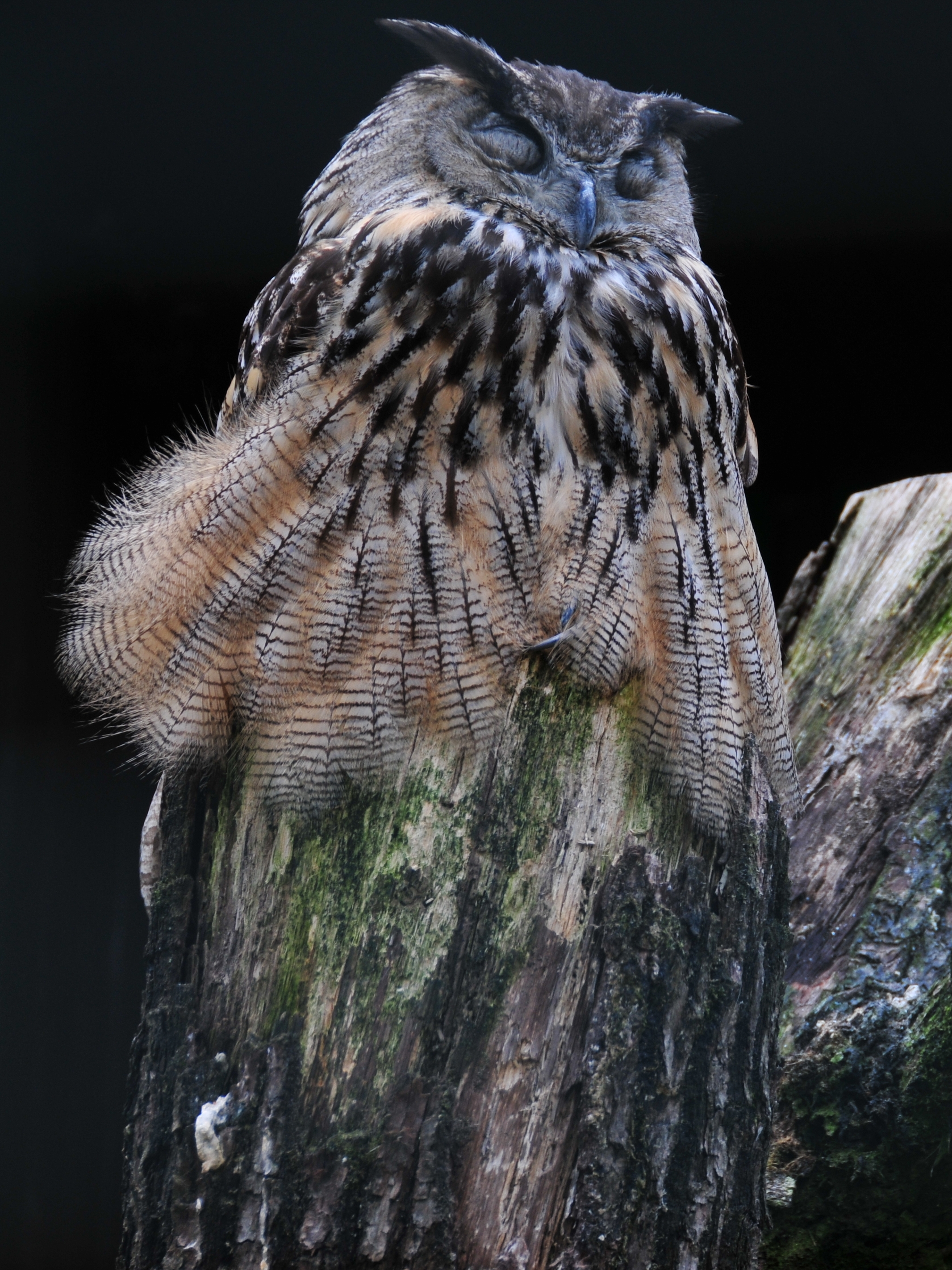
Bufo-real